# ザ・ヒューマンD
『ザ・ヒューマンD』は、テレビ東京系列で2004年10月18日から2005年3月まで毎週月曜日22:00 - 22:54に放送されていた社会的影響力が高い人、認知度が高い人等を取材するヒューマンドキュメンタリー番組。ナレーションは週替わりで、取材した人に関係する人物が担当（細川佳代子の回は阿部サダヲ・アニマル浜口の回は渡辺美里）

## 放送人物
1. 堀江謙一
2. 伊調千春・伊調馨姉妹
3. 谷沢健一
4. 古謝美佐子
5. 養老孟司
6. 加藤登紀子
7. マギー司郎
8. 荻野アンナ
9. 桜井久美(小林幸子の衣装担当)
10. 高遠菜穂子
11. アニマル浜口
12. 海老一染之助
13. 渡辺えり子
14. 志茂田景樹
15. 細川佳代子(スペシャルオリンピックス長野大会会長)
16. 滝田栄
17. 宇梶剛士
18. 大場満郎
19. かしまし娘

## 関連番組
- ドキュメンタリー人間劇場
- にんげんドキュメント（NHK総合テレビジョン）